# Bratuljevci
Bratuljevci is een plaats in de gemeente Velika in de Kroatische provincie Požega-Slavonië. De plaats telt 27 inwoners (2001).